# 克拉克森特 (伊利諾伊州)
克拉克森特（英語：Clark Center）是位於美國伊利諾伊州克拉克縣的一個非建制地區。該地的面積和人口皆未知。

## 地理
克拉克森特的座標為39°21′45″N 87°46′55″W / 39.36250°N 87.78194°W，而該地的平均海拔高度為187米（即614英尺）。